# Ingermanland-Klasse
Die Ingermanland-Klasse war eine Klasse von zwei nominell 66-Kanonen-Linienschiffen der Baltischen Flotte der Kaiserlich Russischen Marine, die von 1715 bis 1727 in Dienst stand.

## Allgemeines
Die Klasse wurde von Zar Peter I. selbst entworfen und unter der Bauaufsicht des britischen Schiffbaumeisters Richard Cosens zwischen 1712 und 1715 gebaut. Der Entwurf bildete die Basis für den Typ des 66-Kanonen-Schiffes der russischen Marine im 18. Jahrhundert.

## Einheiten
| Name                        | Bauwerft                            | Kiellegung       | Stapellauf    | Verbleib |
| --------------------------- | ----------------------------------- | ---------------- | ------------- | --- |
| Ingermanland (Ингерманланд) | Admiralitätswerft, Sankt Petersburg | 30. Oktober 1712 | 1. Mai 1715   | Flaggschiff Peter I. während der letzten Jahre des Großen Nordischen Krieges, Erinnerungsschiff ab 1724, nach 1739 auf Grund des schlechten Zustands abgebrochen |
| Moskwa (Москва)             | Admiralitätswerft, Sankt Petersburg | 30. Oktober 1712 | 27. Juni 1715 | Außerdienststellung 1727 und Verwendung als Hulk bis 1732 |

## Technische Beschreibung
Die Klasse war als Batterieschiff mit zwei durchgehenden Geschützdecks konzipiert und hatte eine Länge von 46,03 Metern (Geschützdeck), eine Breite von 12,8 Metern und einen Tiefgang von 5,5 Metern bei einer Verdrängung von 1992 Tonnen. Sie war ein Rahsegler mit drei Masten (Fockmast, Großmast und Kreuzmast). Auf der Spitze des Bugspriets war zudem noch eine Mars und ein weiterer kleiner Mast, der Sprietmast angebracht, an dem ebenfalls noch ein kleines Rahsegel gesetzt werden konnte. Der Rumpf schloss im Heckbereich mit einem Heckspiegel, in den Galerien integriert waren, die in die seitlich angebrachten Seitengalerien mündeten.
Die Bewaffnung der Klasse bestand bei Indienststellung aus 64 Kanonen, wobei sich die Anzahl von diesen und das Kaliber im Laufe ihrer Dienstzeit veränderten.
|                     | Unteres Batteriedeck | Oberes Batteriedeck | Backdeck       | Achterdeck     | Kanonen (Geschossgewicht) |
| ------------------- | -------------------- | ------------------- | -------------- | -------------- | ------------------------- |
| Design              | 26 × 24-Pfünder      | 26 × 12-Pfünder     | 12 × 6-Pfünder | 12 × 6-Pfünder | 64 Kanonen (249,19 kg)    |
| 1716 (Ingermanland) | 24 × 30-Pfünder      | 24 × 12-Pfünder     | 16 × 4-Pfünder | 16 × 4-Pfünder | 64 Kanonen (264,9984 kg)  |